# 回問

《回問》

《回問》，是澳門創作人協會在2008年的創作項目，於2009年2月15日在澳門文化中心舉行發行演唱會。

## 內容
其中以創意包的形式推出，也含CD/DVD音樂合輯《回音》和小書《回話》。透過音樂、文字、設計、錄像的創作，真實反映這個21世紀的澳門人內心世界、生活習性和獨有文化，探討在這個變奏的時代，澳門人如何定位自身的角色。這個項目雖以音樂為主導，但不局限於音樂；除了音樂外，亦包括文字、設計和錄像這3個範疇的創作，延伸和輔助表達主題。